# Йохан II (Ортенбург)
Йохан II фон Ортенбург (на немски: Johann II von Ortenburg; † 25 юли 1499 при Базел) е граф на Ортенбург.

## Биография
Той е вторият син на граф Себастиан I фон Ортенбург (1434 – 1490) и съпругата му Мария графиня цу Нойбург († 1496), дъщеря наследничка на фрайхер Йохан фон Рорбах († 1467) и Схоластика фон Вайспирах. Брат е на Улрих II († 1524), Георг III († 1553), Зигмунд († 1547), Кристоф I (* 1480, † 22 април 1551), Себастиан II († 1559) и Вилхелм († 1530).
Йохан II се опитва да постигне повече. Римско-немският крал и по-късен император Максимилиан I му предлага Графството Ортенбург в Каринтия. Той му обещава също да го ожени за богатата дъщеря наследничка на последния господар на Валзе. Затова Максимилиан изисква помощта на Йохан в борбата му против швейцарците в Швабската война.
През 1499 г. Йохан тръгва с Максимилиан за Швейцария. При нападението на обсадения замък Дорнек при Дорнах, южно от Базел, Йохан II фон Ортенбург е убит на 25 юли 1499 г.
Йохан II умира неженен и бездетен.